# (32620) 2001 QZ295
2001 QZ295 (asteroide 32620) é um asteroide da cintura principal. Possui uma excentricidade de 0.12518030 e uma inclinação de 9.88847º.
Este asteroide foi descoberto no dia 24 de agosto de 2001 por LONEOS em Anderson Mesa.